# Acatenango
Acatenango je stratovulkan v Gvatemali, blizu mesta Antigua Gvatemala. Vulkan ima dva vrhova, Pico Mayor (najvišji vrh) in Yepocapa (3880 m), ki je znan tudi kot Tres Hermanas (Tri sestre). Acatenango je združen z Volcán de Fuego in skupaj je vulkanski kompleks znan kot La Horqueta.

## Opis
Masiv Fuego-Acatenango obsega niz petih ali več vulkanskih odprtin vzdolž smeri sever-jug, ki je pravokotna na tisto Srednjeameriškega vulkanskega loka v Gvatemali. Od severa proti jugu so znana središča vulkanizma Ancient Acatenango, Yepocapa, Pico Mayor de Acatenango, Meseta in Fuego. Vulkanizem vzdolž trenda sega več kot 200.000 let nazaj. Čeprav so bila mnoga središča dejavna sočasno, obstaja splošno zaporedje mlajšega vulkanizma, od severa proti jugu vzdolž trenda.
Ta ogromen kompleks vulkanov se dviga več kot 3500 metrov nad pacifiško obalno nižino na jugu in 2000 metrov nad gvatemalskim višavjem na severu. Vulkanski kompleks sestavljajo ostanki številnih eruptivnih središč, ki so se občasno sesedla in oblikovala ogromne plazove ruševin. Največji od teh ostankov plazov se je raztezal več kot 50 kilometrov od izvira in zajel več kot 300 kvadratnih kilometrov.
Vulkan Acatenango je v bližini mesta Gvatemala in je tretji najvišji v državi. Včasih je v mrzli sezoni (pozimi (oktober-februar)) prekrit z zmrzaljo ali snegom in njegov bel stožec je viden iz prestolnice. Čeprav to ni zelo pogosto, vendar občasno zapade sneg. 14. aprila 2010 je na njegovem vrhu zapadel sneg, ki ga je bilo mogoče videti z južne obale države in mesta Guatemala.

## Zgodovina izbruhov
Edini znani zgodovinski izbruhi vulkana Acatenango so se zgodili v 20. stoletju, med letoma 1924 in 1927 severno od vrha (Pico Mayor) in ponovno decembra 1972 s sedla med Yepocapo in Pico Mayor. Te freatske eksplozije so povzročile balistične vulkanske bombe, ki so padle blizu kraterjev na vrhu, in fin vulkanski pepel, ki je padel do 25 km stran.
V prazgodovini je Acatenango eksplozivno izbruhnil in oblikoval obsežne padavine, vroče piroklastične tokove in tokove lave. V zadnjih 80.000 letih je prišlo do številnih izbruhov iz odprtin vzdolž masiva. Najnovejši eksplozivni izbruhi Acatenanga so se zgodili pred 1900 leti (Pico Mayor), pred 2300 leti (Pico Mayor) in pred približno 5000 leti (Yepocapa). Če bi se takšni izbruhi ponovili, bi bili ogroženi številni ljudje in draga infrastruktura.

## Gospodarstvo
Dolina Acatenango je določena regija Anacafé za proizvodnjo kave.
- Volcan de Acatenango, viden ponoči s Fuegom
- Sončni zahod za Acantenagom in Fuegom, viden s spodnje severne strani Volcan de Agua.

## Dejstva
- Vulkan Acatenango je skupaj z vulkani Fuego, Atitlán, Agua in Ipala na seznamu 13 najbolj obiskanih vulkanov v Gvatemali.
- Glavni vhod v vulkan Acatenango je vas La Soledad, ime izvira iz hčerke nekdanjega posestnika, saj ji je bilo ime Soledad.
- Don Martín Sis je bil prvi, ki je splezal na vulkan Acatenango in je to začel početi, ko je bil star 16 let. Bil je eden prvih vodnikov, ki je deloval na tej gori.